# Rinyo
Rinyo, auf der Bigland Farm am Fuße der Bares of Rinyo in der Nähe des Grabhügels Bigland Round im Nordosten der Orkneyinsel Rousay in Schottland ist eine jungsteinzeitliche Siedlung der Grooved-Ware- und Glockenbecherkultur. Sie liegt auf einer Sandsteinterrasse am Hang des Faraclett Head.

## Ausgrabungen
Die Siedlung wurde im Winter 1937/38 von James Yorston jun. entdeckt, der im Auftrag von W. G. Grant Feldbegehungen auf Rousay durchführte und die Häuser freilegte. Dabei wurden Scherben von Grooved Ware, die man damals noch für piktisch hielt und Glockenbecherscherben gefunden. 
Die Siedlung wurde 1938 und 1946 von Vere Gordon Childe (1892–1957) mit finanzieller Unterstützung von William Grant teilweise ausgegraben. Sie war partiell durch Geröll des Berghanges bedeckt und dadurch gut erhalten.

### Befunde
Es wurden insgesamt sieben Rundhäuser (A–G) aus Trockenmauerwerk aufgedeckt, nicht alle vollständig. Die Häuser (A und B) enthielten Öfen aus Ton, die sich links der Herdstelle befanden. Childe stellte große Ähnlichkeiten mit Skara Brae fest.
Vergleichbare Siedlungen sind Skara Brae auf Mainland und Pool auf Sanday.

### Funde
Die Funde bestanden aus Keramik der Grooved Ware und Glockenbecher-Keramik (Nordbritische Gruppe nach Clarke 1937–1976). Manche Töpfe waren in situ zerbrochen, wie ein großes Exemplar in einem Alkoven in Haus D. Die Keramik war vor allem mit Tonklümpchen verziert.
Das lithische Inventar bestand 1938 aus etwa 250 Feuersteingeräten, 80 gespaltenen Kieselsteinen, zwei Carved Stone Balls (Haus D), Keulenköpfen, Mörsern und drei Steinbeilen aus Sandstein. Wegen des sauren Bodens haben sich keine Knochen erhalten.

## Bedeutung
Childe erwartete, dass die Ausgrabung von Rinyo für die britische Vorgeschichte ähnliche Bedeutung erlangen würde wie die der Linearbandkeramischen Siedlung von Köln-Lindenthal für die Mitteleuropa. Da die Untersuchung nie abschließend publiziert wurde, erfüllte sich diese Hoffnung nicht. Jedoch wurde Grooved Ware in den späten 1930er und 1940er Jahren oft als „Rinyo-Ware“ bezeichnet. Die Siedlung wurde schließlich namengebend für Ian Kinnes’ „Rinyo-Clacton-Gruppe“ der Grooved Ware.